# Gare de Serquigny
Gare de Serquigny vasútállomás Franciaországban, Serquigny településen.

## Vasútvonalak
Az állomást az alábbi vasútvonalak érintik:
- Mantes-la-Jolie–Cherbourg-vasútvonal
- Serquigny-Oissel-vasútvonal

## Kapcsolódó állomások
A vasútállomáshoz az alábbi állomások vannak a legközelebb:
- Gare de Brionne
- Gare de Beaumont-le-Roger
- Gare de Bernay